# Веленце
Веленце (Веленце-То) (венг. Velencei-tó, нем. Velencer See) — озеро в медье Фейер в Венгрии. Озеро находится на середине трассы между Будапештом и озером Балатон. Согласно Антонио Бонфини, летописца эпохи Возрождения, название озеро получило от живших на берегу озера венедов.
Объём воды — 0,04 км³. Высота над уровнем моря — 104 м.
- Длина 10,8 км
- Ширина 1,5 — 3,3 км
- Глубина 1-2 м
- Площадь 24,9 км²
- Длина береговой линии 28,5 км

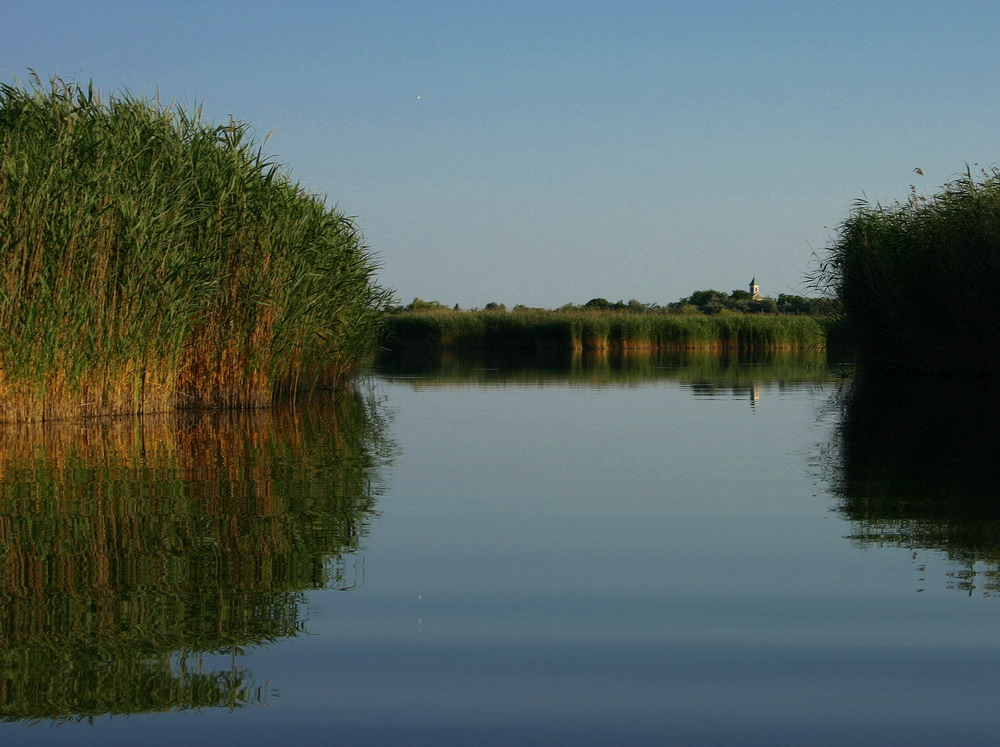

Малая глубина озера способствует тому, что в летние месяцы температура воды держится на уровне 26-28 °C, Веленце считается одним из самых тёплых озёр в Европе. Заросшие камышом берега дают приют большому количеству птиц — примерно одна треть озера является заповедником.

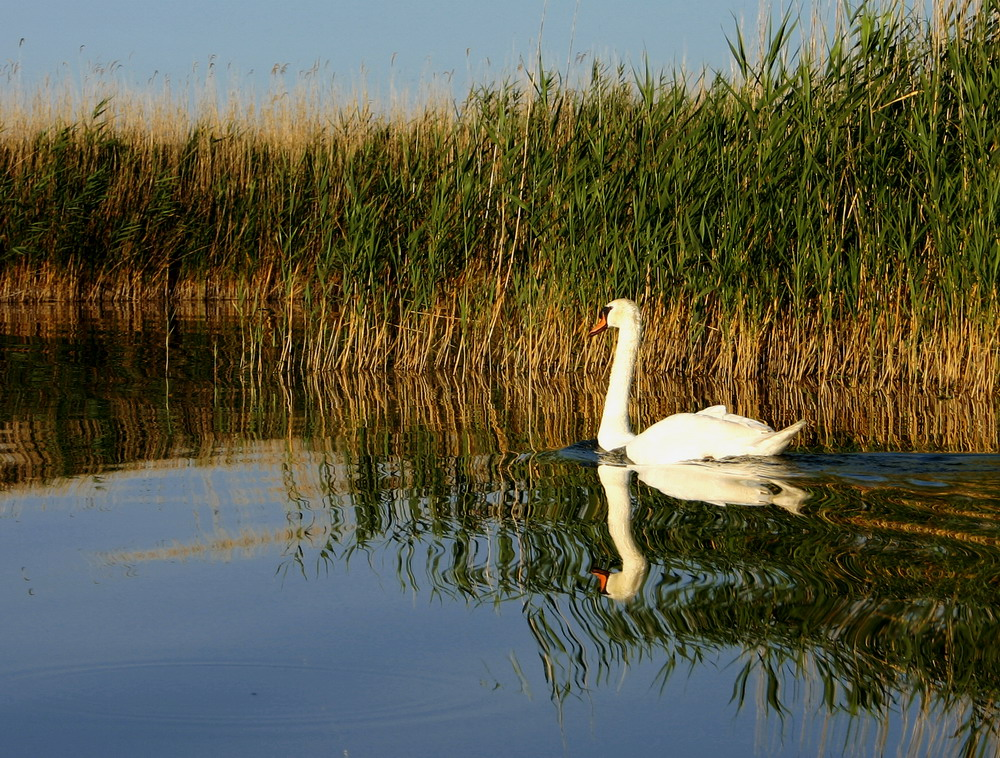

На озере расположен ряд курортов, крупнейшие из которых Агард и Веленце. Летом популярен парусный спорт, зимой — катание на коньках и парусных санях
На севере от озера проходят горы Веленце с высшей точкой Мелег-Хедь (352 м.). Одна из достопримечательностей — гранитные скалы, по форме напоминающие собаку, льва, сфинкса и медведя.
На северном берегу озера в посёлке Пакозд есть два памятника:
- Мемориальная выставка на макете представляет первую победу венгерской армии над войсками Габсбургов 29 сентября 1848 г., в период революции и освободительной войны 1848—1849 гг.. В честь столетия победы здесь был воздвигнут обелиск.
- Веленцкая мемориальная часовня в память о солдатах венгерской армии, погибших зимой 1942-43 г.г. в боях на Дону (Венгрия во Второй мировой войне была союзницей Германии).